# Asamblea Departamental (Colombia)
| 83 Partido Liberal 62 Partido Conservador 54 Partido de la U 46 Cambio Radical 36 Centro Democrático 36 Alianza Verde 17 Pacto Histórico 16 Alianza Social Ind. 9 MAIS 7 MIRA 7 Mov. Independientes 6 Colombia Renaciente 6 Creemos Colombia | 6 Nuevo Liberalismo 5 Partido Demócrata 5 Autoridades Indígenas 4 La Fuerza de la Paz 3 Gente en Movimiento 2 Fuerza Ciudadana 2 En Marcha 2 Alianza Dem. Amplia 1 Dignidad y Compromiso 1 Independientes 1 Salvación Nacional 1 Polo Democrático |

Composición de las asambleas departamentales tras las elecciones regionales de 2023
Partido Liberal
Partido Conservador
Partido de la U
Cambio Radical
Centro Democrático
Alianza Verde
Pacto Histórico
Alianza Social Ind.
MAIS
MIRA
Mov. Independientes
Colombia Renaciente
Creemos Colombia
Nuevo Liberalismo
Partido Demócrata
Autoridades Indígenas
La Fuerza de la Paz
Gente en Movimiento
Fuerza Ciudadana
En Marcha
Alianza Dem. Amplia
Dignidad y Compromiso
Independientes
Salvación Nacional
Polo Democrático

En Colombia, las Asambleas Departamentales, ocasionalmente llamadas Dumas Departamentales, son instituciones públicas de carácter político y administrativo que gozan de autonomía administrativa y presupuesto propio. Están conformadas por no menos de 11 diputados ni más de 31, elegidos en cada departamento por voto directo y universal para un periodo de cuatro años, con posibilidad de ser reelectos de forma inmediata. Ellas emiten ordenanzas y resoluciones de obligatorio cumplimiento en su jurisdicción territorial. Su equivalente en las ciudades son los concejos municipales y en los corregimientos, comunas o localidades son las juntas administradoras locales. En sentido amplísimo, su equivalente a nivel nacional es el Congreso, que es el único órgano legislativo del Estado Colombiano por ser un estado unitario.
Para ser elegido diputado se requiere ser ciudadano en ejercicio, no haber sido condenado a pena privativa de la libertad, con excepción de los delitos políticos o culposos, y haber residido en la respectiva circunscripción electoral durante el año inmediatamente anterior a la fecha de la elección.
Bogotá, por ser Distrito Capital no tiene representación en alguna asamblea departamental, ya que gozando de autonomía para la gestión de sus intereses, su papel en su caso lo asume el Concejo de Bogotá. Por otra parte, las Áreas no municipalizadas (incluyendo la Isla de San Andres) al ser administrada directamente por el gobernador departamental, la asamblea ejerce las funciones de un concejo municipal para esta entidad territorial.

## Historia
Las asambleas departamentales inicialmente era nueve (incluyendo el  entonces Departamento de Panamá), reemplazando a los parlamentos estatales que existieron durante el sistema federal de la constitución de Rionegro.
Por muchos años, el Senado de la República era elegido indirectamente, a través de las asambleas departamentales.

## Composición
A partir de 2007 el total de diputados es de 418.
| 2 MAIS | 2 PL | 1 ASI | 1 AV | 1 CD | 1 CR | 1 PC | 1 PDA | 1 PU |

| 8 CD | 5 PL | 4 PC | 3 AV | 2 CR-MIRA | 2 PU | 1 ASI | 1 Queremos |

| 4 PL | 2 CR | 1 AV | 1 PU | 1 ASI | 1 CD | 1 PC |

| 6 CR | 2 PU | 2 PC | 2 PL | 1 CD | 1 Unidos Podemos |

| 4 CR | 3 PL | 3 PC | 2 PU | 1 CD-MIRA | 1 ASI |

| 5 AV | 3 PL | 3 CD | 2 PC | 1 MAIS | 1 CR | 1 PU |

| 5 PL | 3 CD-MIRA | 3 PU | 2 PC | 1 AV |

| 3 PL | 2 PC | 1 AV | 1 CD | 1 CR | 1 Alternativa | 1 ASI | 1 PU |

| 3 CR | 2 PL | 1 CD-MIRA | 1 PU | 1 ASI | 1 Coalición Casanare | 1 AV | 1 Marco Tulio Juntos por Casanare |

| 2 CR | 2 PL | 2 PU | 2 Coalición Cauca | 2 AV | 1 PC | 1 Cauca Incluyente | 1 CD-MIRA |

| 2 PU | 2 CR | 2 PC | 2 CD | 1 ASI | 1 PL | 1 AV |

| 3 PL | 2 AV | 2 ADA | 1 PC | 1 CR | 1 PU | 1 CD-MIRA |

| 4 PU | 4 CD-CR | 3 PL | 2 PC |

| 4 CR | 3 PL | 3 PU | 2 AV | 2 CD | 2 PC-MIRA |

| 3 CR | 2 PU | 1 CD | 1 PL | 1 PDA | 1 PC | 1 ASI | 1 AICO |

| 3 PU | 2 PC | 2 AV | 1 PL | 1 CR | 1 CD-MIRA | 1 ASI |

| 4 PC | 2 PL | 2 CR | 2 AV | 1 CD | 1 PU |

| 3 ASI | 3 PC | 2 PU | 1 MAIS | 1 Somos Guajira | 1 Adelante Mi Guajira |

| 4 CR | 2 CD | 1 AV | 1 Colombia Renaciente | 1 Convergencia Democrática del Magdalena | 1 PC-MIRA | 1 PL | 1 PU | 1 Mello Magdalena Gana |

| 3 AV | 2 PL | 2 ASI | 1 CR | 1 PU | 1 CD | 1 PC-MIRA |

| 4 PC | 2 CR | 2 PL | 2 PU | 2 Convergencia | 1 AICO | 1 Unidos Sí Podemos |

| 3 PC | 3 CD | 2 CR | 2 PU | 2 PL | 1 AV |

| 2 PL | 2 PC | 2 PU | 1 ASI | 1 AV | 1 MAIS | 1 AICO | 1 CH-UP |

| 3 PL | 2 PU | 2 CD-PC | 2 MIRA | 1 Quindío Diferente | 1 Por Todos |

| 4 PC | 3 PL | 1 CD | 1 MIRA | 1 Alternativos | 1 PU | 1 CR |

| 3 PL | 2 CR | 2 Movimiento Amplio por el Progreso del Archipiélago | 1 CD-MIRA | 1 PC | 1 Movimiento de Integración Regional | 1 PU |

| 2 AV | 2 CR | 2 CD-MIRA | 2 LIGA | 2 PC | 2 PL | 2 Unidad Alternativa | 1 ASI | 1 PU |

| 4 PL | 3 PC | 2 CR | 1 CD-MIRA | 1 Cien por Ciento por Sucre |

| 4 PC | 3 CR | 2 CD | 2 PL | 1 PU | 1 Alternativa | 1 MIRA | 1 Decentes |

| 6 PU | 4 PL | 3 PC | 2 AV | 1 CR | 1 CD | 1 Colombia Renaciente | 1 CJL | 1 MIRA | 1 El Valle es de su Gente |

| 3 PU | 2 PL | 2 CR | 1 ASI | 1 AV | 1 CD | 1 PC |

| 2 CR | 2 CD | 2 ASI | 1 MAIS | 1 PU | 1 PL | 1 AICO | 1 AV |